# Halta Laranjeiras
Halta Laranjeiras a fost un punct de oprire de pe Linia de Centură care deservea zona Estrada das Laranjeiras din Lisabona, capitala Portugaliei.

## Istoric
Halta era situată pe secțiunea originală a Liniei de Centură, între gările Benfica și Santa Apolónia, secțiune care a fost inaugurată pe 20 mai 1888, de către Companhia Real dos Caminhos de Ferro Portugueses.
În 1934, halta a fost supusă unor ample lucrări de reparații realizate de Companhia dos Caminhos de Ferro Portugueses.